# Burg Ober-Ruchenberg
Die Ruine der Burg Ober-Ruchenberg liegt auf dem Gemeindegebiet von Trimmis im schweizerischen Kanton Graubünden.

## Lage
Die Ruine der Höhenburg liegt auf 1058 m ü. M. hoch über dem Wanderweg von Trimmis nach Chur auf einem markanten bewaldeten Hügel. Sie ist vom oberen Dorfrand in einer knappen Stunde über einen steilen Weg gut zu erreichen. Der Zugang zum eigentlichen Burgweg erfolgt vom oberen Rand der Rüfe aus.

## Anlage

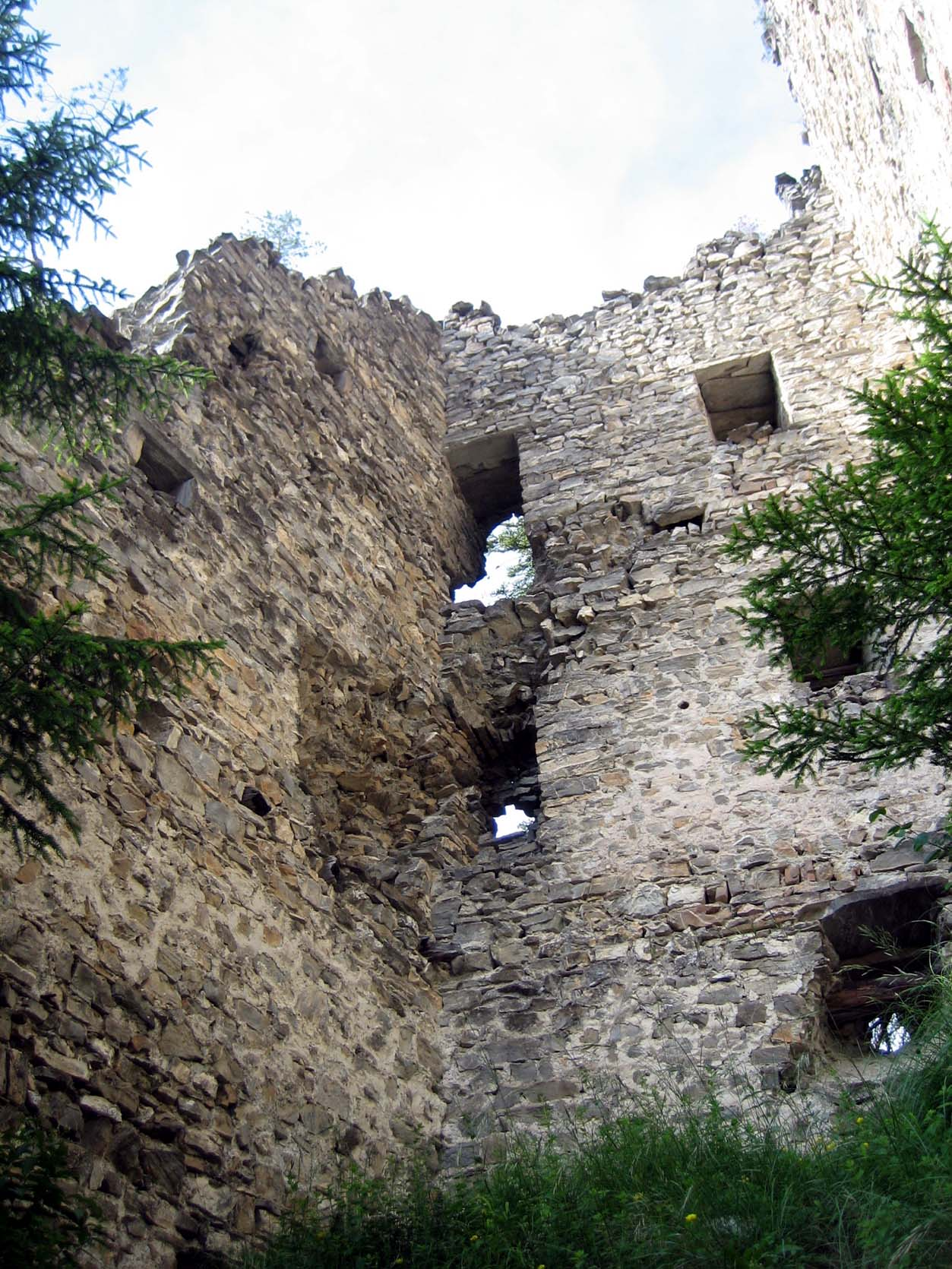
Palas

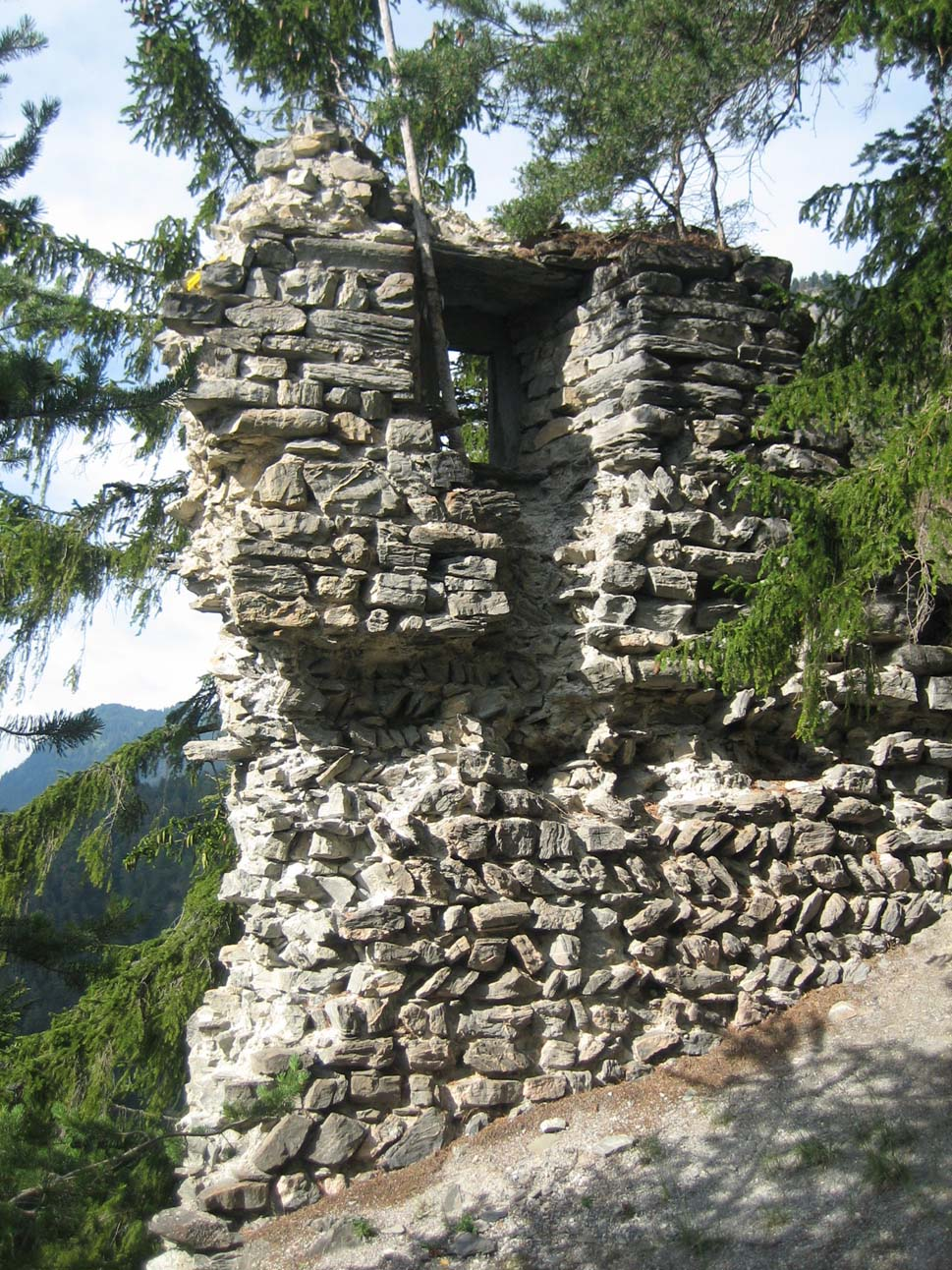
Palasmauer mit Fensternische

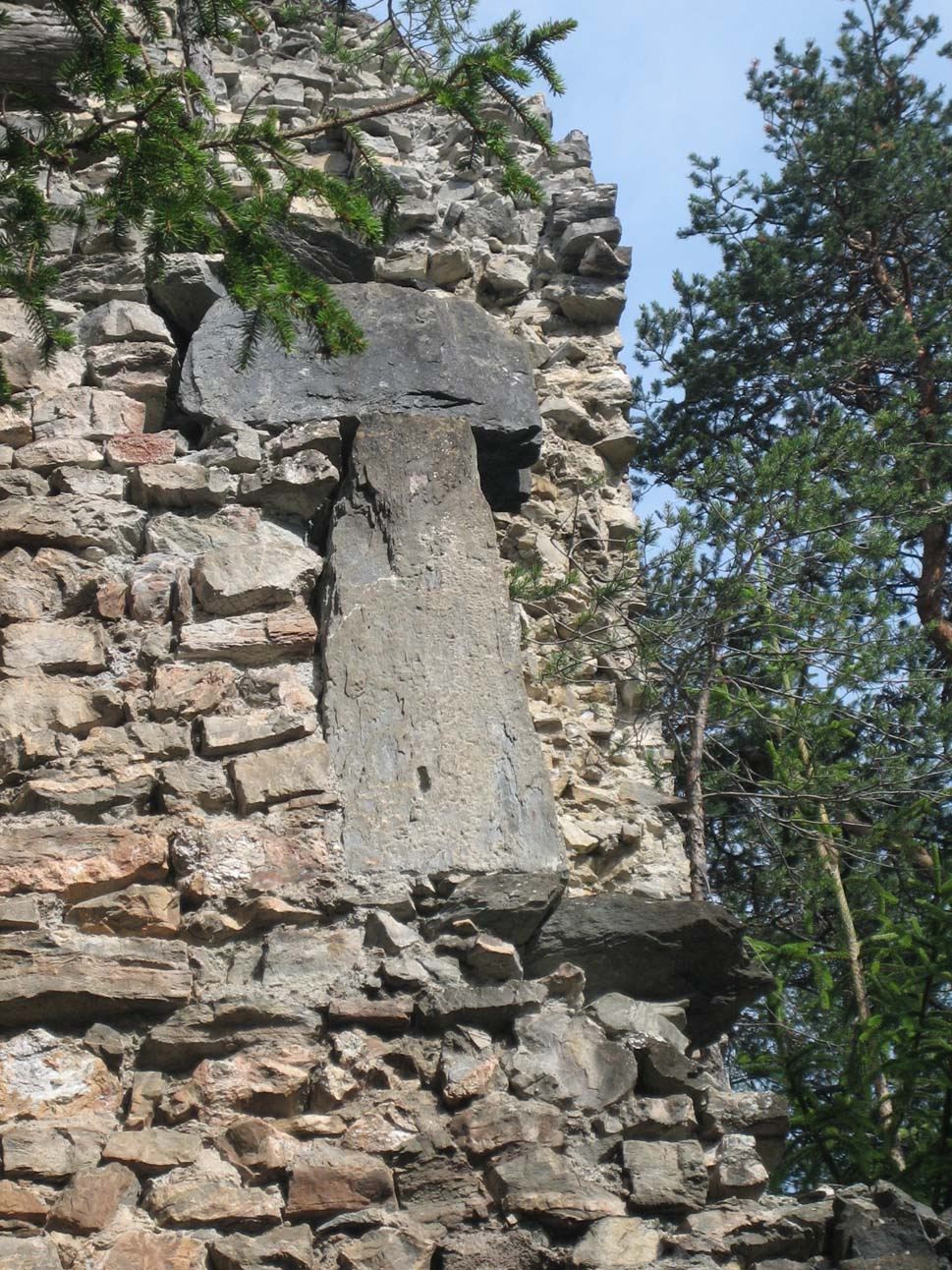
Hocheingang

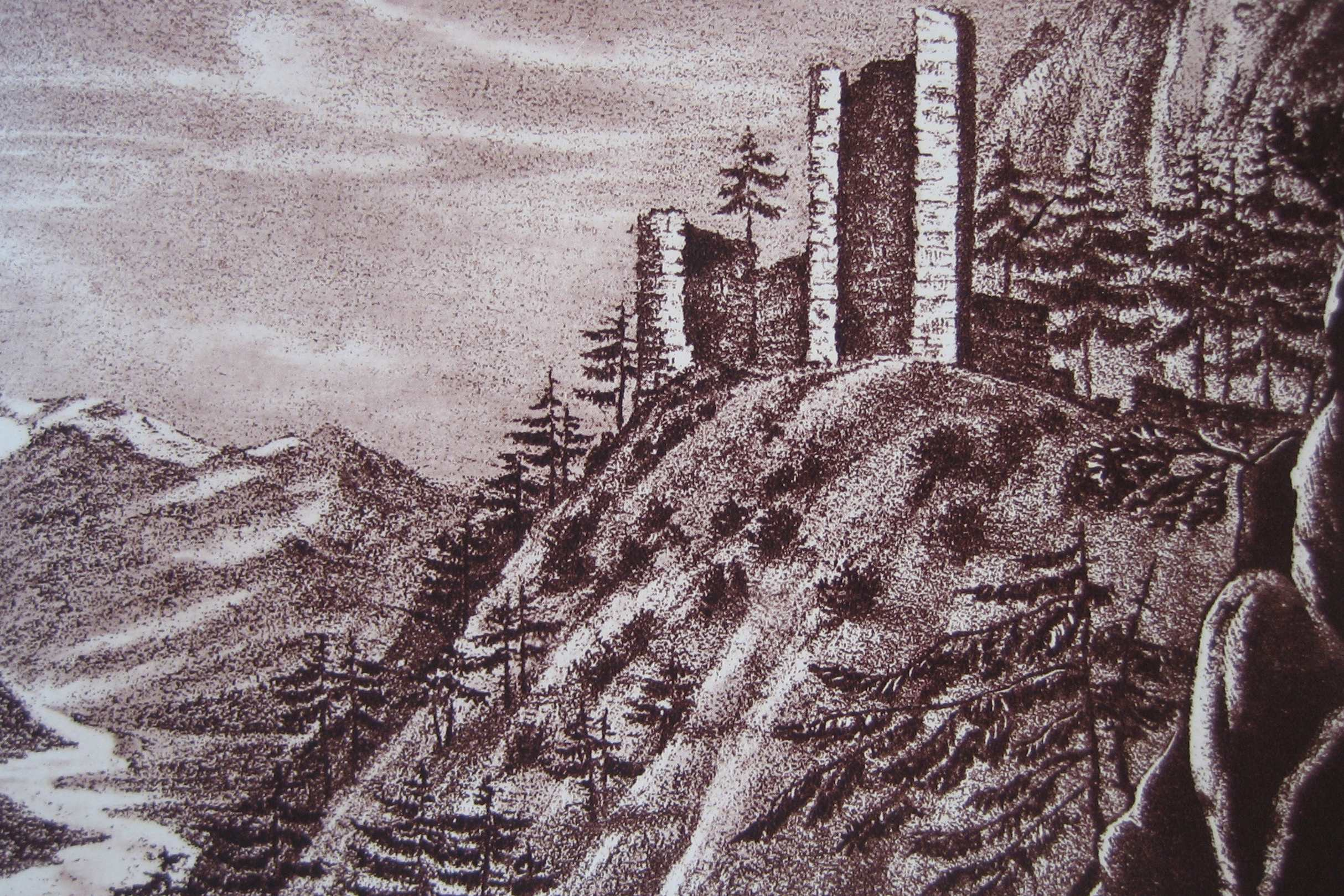
Ruchenberg nach einer Zeichnung von H. Kranek, ca. 1830

Man erreicht die Burg von Süden her. Durch einen Halsgraben erreicht man ein  Plateau mit Resten von Trockenmauern, bei denen es sich um Nebengebäude handeln dürfte. Die Hauptburg bestand aus einem Bergfried, einem Palas und neueren Bauten, von denen kaum noch Spuren vorhanden sind. Der ganze Baurakt ist circa 20 Meter lang. Zum Teil innen mit Pietra-Rasa-Verputz, aussen mit Fugenstrich.
Der rund 15 Meter hohe Bergfried bildet im Grundriss ein verschobenes Viereck von circa 9,5 auf 10,5 Meter, die Mauerstärke betrug zwischen 1,5 und 2,3 Meter. Vier Geschosse sind erkennbar, der Hocheingang liegt in der Abbruchstelle der westlichen Wand; Reste des Türgewändes sind noch erhalten. Die Wohnräume mit kleinen Fensteröffnungen, Aborterker, Abstellnischen und Rauchabzug lagen im 2. und 3. Geschoss. Im Innern des Turms zeichnen sich an der Wand Spuren einer Treppe ab. Balkenlöcher mit Balkenresten deuten die Stockwerke an. Über die Dachform ist nichts bekannt, zu vermuten sind Zinnen und ein Zeltdach.
Der dreigeschossige Palas grenzte westlich an den Turm, die Trümmer lassen jedoch den baulichen Zusammenhang nicht mehr erkennen. Die Südpartien von Turm und Palas sind bis auf geringe Reste abgerutscht. Der Mittelteil der Westwand, in dem Poeschel 1930 noch einen Kamin feststellte, ist eingestürzt. Grosse Fensteröffnungen deuten auf einen nicht ganzjährig bewohnten Saal von 8 Meter Breite hin. In den unteren Partien finden sich schmale Schartenfenster.
Ungefähr 30 Meter westlich des Palas liegt eine künstlich ausgeebnete Terrasse ohne Mauerspuren, aber sicherlich zur Anlage gehörend. Schürfungen im Innern des Turms erbrachten 1960 unter 50 Zentimeter Mauerschutt eine direkt auf dem Fels liegende Brandschicht.

## Geschichte
Die erhaltenen Mauerzüge dürften gemäss Clavadetscher und Meyer kaum vor das 13. Jahrhundert zu datieren sein. Erstmals erwähnt wird die Burg 1328: ...obiit dominus Arnoldus Sassin sacerdos, qui occisus erat ante castrum Ruchenberg. („Es starb der Priester, Herr Arnold Sassin, der vor der Burg Ruchenberg erschlagen wurde.“) 1399 wird Ruchenberg im Zusammenhang mit einer Strasse erwähnt, die von Chur zur Burg führte: ...so die gmainen obren strass, ala man gat zu der fest Ruhenberg.
Die Herren von Ruchenberg tauchen hingegen bereits im 13. Jahrhundert auf, meistens als Zeugen: 1232–41 die Brüder Ritter Albero und Detrich de Ruhin-berg, 1244–72, der Pfäferser Mönch Ebo. Weiter sind bezeugt ein Dietrich, Rudolf, der Pfäferser Abt Conrad, Simon, Friedrich und Johann, der 1370 seine Schwester Katharina tötete. Aus einem Urbar: ...quod Johannes (de) Ruhenberg sororem suam Katherinam interfecit. Die Folge davon war, dass verschiedene Güter, mit denen Johannes von Ruchenberg belehnt gewesen war, zur Feste Trimmis geschlagen wurden. 1395 hatten die Ruchenberg noch verschiedene bischöfliche Wiesen zu Lehen, waren hingegen nicht mehr im Besitz der Burg.  Vermutlich starb das Geschlecht kurz darauf aus. Bei den Ruchenberg des 15. Jahrhunderts dürfte es sich um Nichtadelige gehandelt haben, die die ehemaligen Burggüter geerbt hatten.
1339 gelobten Walter der Meier von Altstätten und Conrad von Unterwegen, die Kaufleute auf der Strasse vom Zürichsee nach Churwalden zu schützen ...und ihnen von der vesti enkein leit ze tuonne. Wie die beiden in den Besitz der Burg gekommen sind, ist unbekannt.
1409 gehörte Ruchenberg Dietegen von Marmels, 1444 sass ein Vogt der Herren von Sigberg aus dem Vorarlberg auf Ruchenberg.
Nach dem Aussterben der von Sigberg ist ein Übergang der Burg zusammen mit der Burg Neu-Aspermont an die Schlandersberg aus dem Südtirol denkbar. Als Ulrich von Schlandersberg 1521 die Zinsen von seiner Herrschaft Neu-Aspermont an Ludwig Tschudi von Glarus verkaufte, setzte er als Unterpfand ...das burgstel Ruchenberg ob Trimmis gelegen sampt dem wald darby. 1522 erwarb Josua von Beroldingen, ein Cousin von Ulrich von Schlandersberg, die Burg, die vermutlich damals bereits nicht mehr bewohnt war. Johannes Stumpf erwähnt Ruchenberg 1548 als Ruine.